# HolyHell (альбом)
HolyHell  — перший студійний альбом американського симфо-павер-метал-гурту HolyHell. У США реліз відбувся 26 червня 2009, в ЄС — 29 червня 2009.

## Список композицій
| #   | Назва                                | Тривалість |
| --- | ------------------------------------ | ---------- |
| 1.  | «Wings of Light»                     | 05:03      |
| 2.  | «Prophecy»                           | 04:54      |
| 3.  | «Revelations»                        | 05:48      |
| 4.  | «Eclipse»                            | 05:33      |
| 5.  | «The Fall»                           | 05:49      |
| 6.  | «Angel of Darkness»                  | 06:26      |
| 7.  | «Holy Water»                         | 05:12      |
| 8.  | «Mephisto»                           | 04:00      |
| 9.  | «Gates of Hell»                      | 05:45      |
| 10. | «Resurrection» (кавер пісні Godgory) | 06:30      |
| 11. | «Last Vision»                        | 05:40      |
| 12. | «Apocalypse»                         | 04:06      |
| 13. | «Armageddon»                         | 06:13      |

## Учасники запису
- Марія Бріон — вокал
- Джо Стамп — гітари
- Джей Рігні — бас-гітара
- Ріно — ударні
- Франсиско Паломо — клавіші